# Robes de dames clouées à une palissade
Pour plus de détails, voir Fiche technique et Distribution.
Robes de dames clouées à une palissade (Ladies' Skirts Nailed to a Fence) est un film britannique réalisé par James Bamforth en 1899, sorti en 1900.

## Synopsis
Deux femmes (deux hommes costumés), vêtues de longues robes caractéristiques de l'époque, coiffées de capelines fleuries et portant des ombrelles, papotent devant une palissade. Elles se rapprochent plusieurs fois l'une de l'autre pour se glisser des potins à l'oreille. Deux plaisantins, dissimulés de l'autre côté de la palissade, entreprennent de clouer aux planches le bas des robes. Les deux commères se retrouvent prisonnières et, pour se libérer, n'ont d'autre solution que de démolir les planches.

## Fiche technique
- Titre : Ladies' Skirts Nailed to a Fence
- Autre titre : Women's Rights (Droits des femmes)
- Titre français : Robes de dames clouées à une palissade
- Réalisation : James Bamforth
- Production : Bamforth and Company Ltd
- Photographie : J.Bamforth
- Genre : Burlesque
- Format : 35 mm, noir et blanc, muet
- Pays de production :  Royaume-Uni
- Durée : 1 minute 6 secondes
- Date de sortie : 1900

## Distribution
Comme le faisait en France Georges Méliès, ou en Angleterre Cecil Hepworth, pour jouer les personnages de ses films, James Bamforth a recours à des inconnus, voisins devenus acteurs improvisés.
- les deux dames : travestis inconnus
- les deux plaisantins : inconnus

## Analyse
Ce film est une curiosité : « C'est la première fois dans l’histoire du cinéma que l’on tentait un champ-contrechamp du même côté, cela valait le coup d’essayer ! Même si l’expérience fut sans lendemain... »
En effet, James Bamforth veut montrer la scène, tantôt du côté des commères, tantôt du côté des plaisantins. Ainsi que l'ont expérimenté ses collègues britanniques de l'École de Brighton, il tourne plusieurs prises de vues pour montrer tous les aspects de la scène, ce qui sera appelé plus tard en France des plans. « La première prise de vues est facile à concevoir, les deux dames, filmées en pied, jacassent à l'envi. Mais ensuite, comment montrer les deux farceurs de l’autre côté ? Posé aujourd’hui, ce problème trouverait immédiatement sa solution, il suffirait de placer la caméra de l’autre côté de la palissade et de filmer à 180° par rapport à la première prise de vues
. » Aujourd'hui, cette solution s'appelle le procédé du champ-contrechamp. Mais à l'époque, l'émulsion photosensible qu'utilisaient tous les cinéastes était du type orthochromatique. Non seulement elle ne reproduisait pas tout le spectre lumineux, mais en plus elle ne supportait pas tout contrejour. Bamforth aurait pu aussi inverser le décor artificiel de la palissade, mais l'idée ne lui en est pas venue. « Il ne faut pas oublier qu'à l’époque, les cinéastes n’ont pas encore de modèles. »

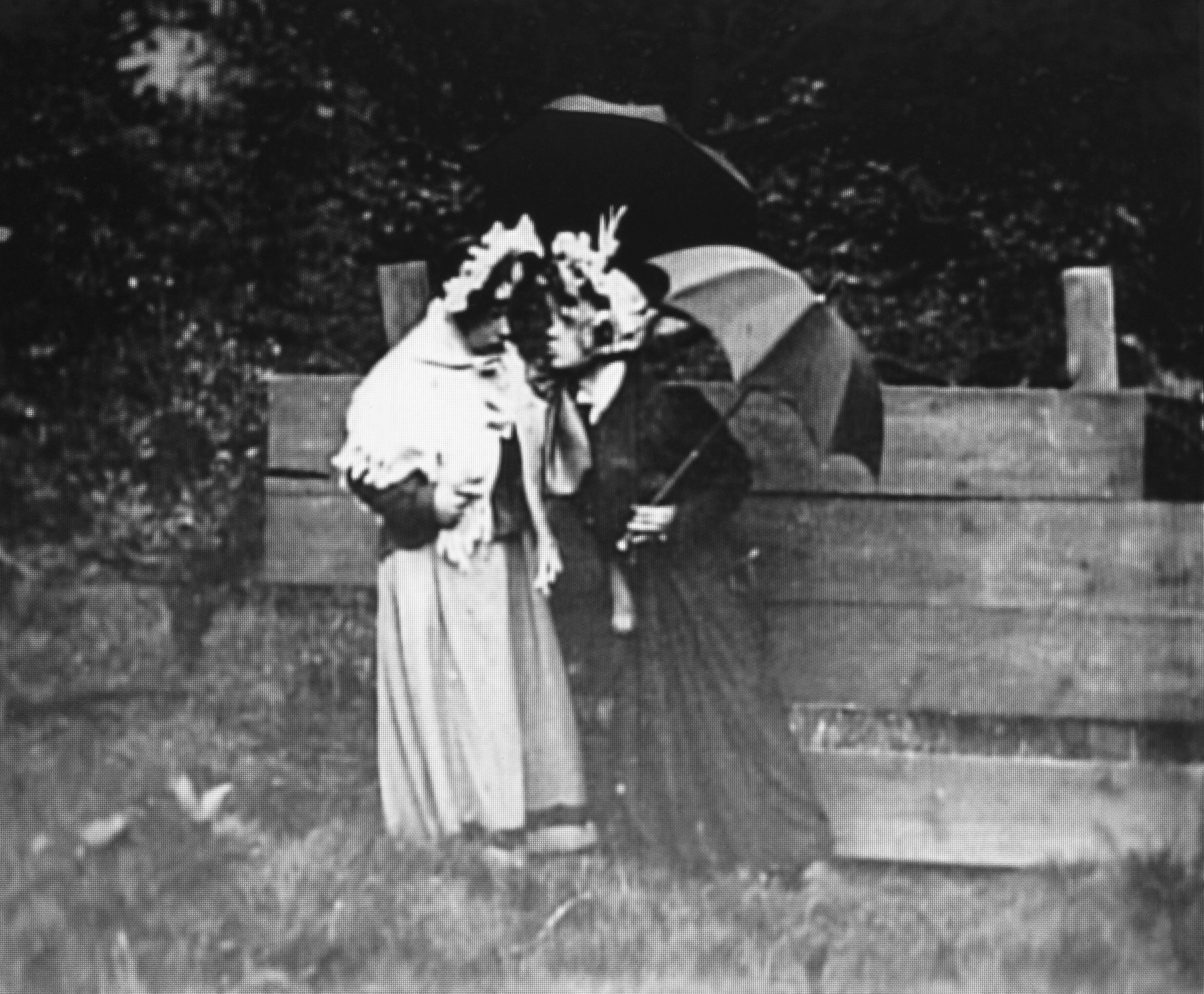
Premier plan (champ)
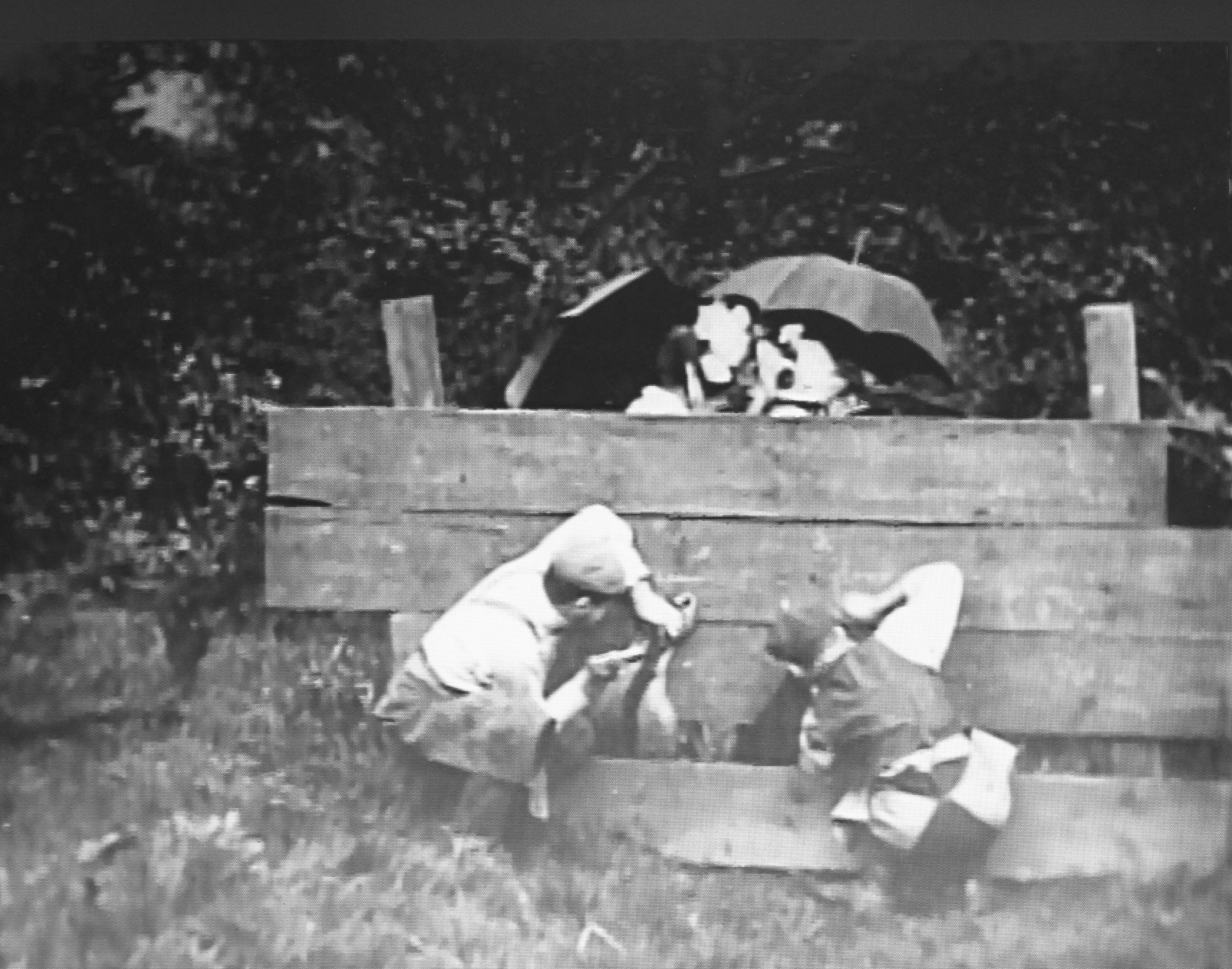
Deuxième plan (contrechamp !)
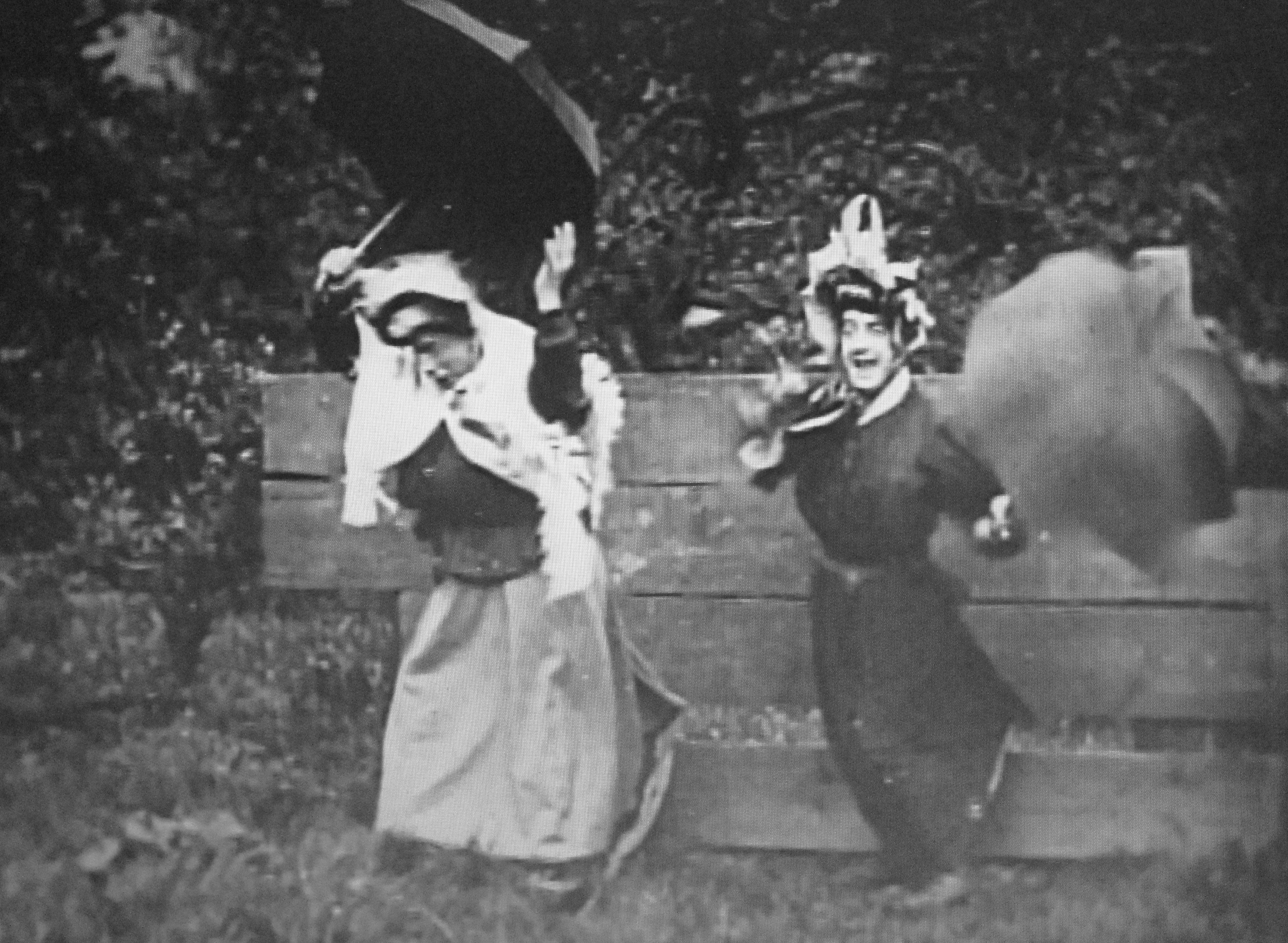
Troisième plan (champ)

Bamforth choisit de rester du même côté de la palissade et ne change en rien le cadrage de sa caméra. Mais après avoir filmé les dames devant la palissade, il les dispose derrière (on ne voit que leur tête) et fait jouer les deux plaisantins là où elles papotaient dans le plan précédent. Et quand elles sont clouées aux planches, il inverse encore une fois le dispositif : les dames reviennent sur le devant des planches. « Les trois prises de vues ont été collées l'une derrière l’autre et l’on dirait que les personnages se sont déplacés comme par enchantement d’un côté et d’autre de la palissade, comme dans une fantaisie de Méliès, par le truc de l’arrêt de caméra et de la substitution. Le résultat, que ne visait pas James Bamforth, est vraiment bizarre
. »